# Йохан фон Кастел
Йохан (II) фон Кастел (на немски: Johann zu Castell, Johann II; * 14 юни 1468; † 6 септември 1528 в Китцинген) от род Кастел е от 1498 г. до смъртта си владетел на графство Кастел.

## Произход
Той е син на граф Фридрх IV фон Кастел († 1498) и съпругата му Елизабет фон Райтценщайн († 1498/1502), дъщеря на Томас III фон Райтценщайн († 1465) и Елизабет фон Люхау († 1453).. Той управлява графството заедно с братята си Георг, Фридрих V и Волфганг I.

## Фамилия
Първи брак: с Магдалена Рьодер († 26 август 1525).
Втори брак: с Доротея фон Оберваймар († в Плауен).
Двата му брака са бездетни.